# Стејсивил (Ајова)
Стејсивил (енгл. Stacyville) град је у америчкој савезној држави Ајова. По попису становништва из 2010. у њему је живело 494 становника.

## Демографија
Према попису становништва из 2010. у граду је живело 494 становника, што је 25 (5,3%) становника више него 2000. године.
| Група             | 2000.       | 2010.       |
| Белци             | 468 (99,8%) | 476 (96,4%) |
| Афроамериканци    | 0 (0,0%)    | 4 (0,8%)    |
| Азијати           | 1 (0,2%)    | 2 (0,4%)    |
| Хиспаноамериканци | 0 (0,0%)    | 6 (1,2%)    |
| Укупно            | 469         | 494         |